# Orpheum Dresden

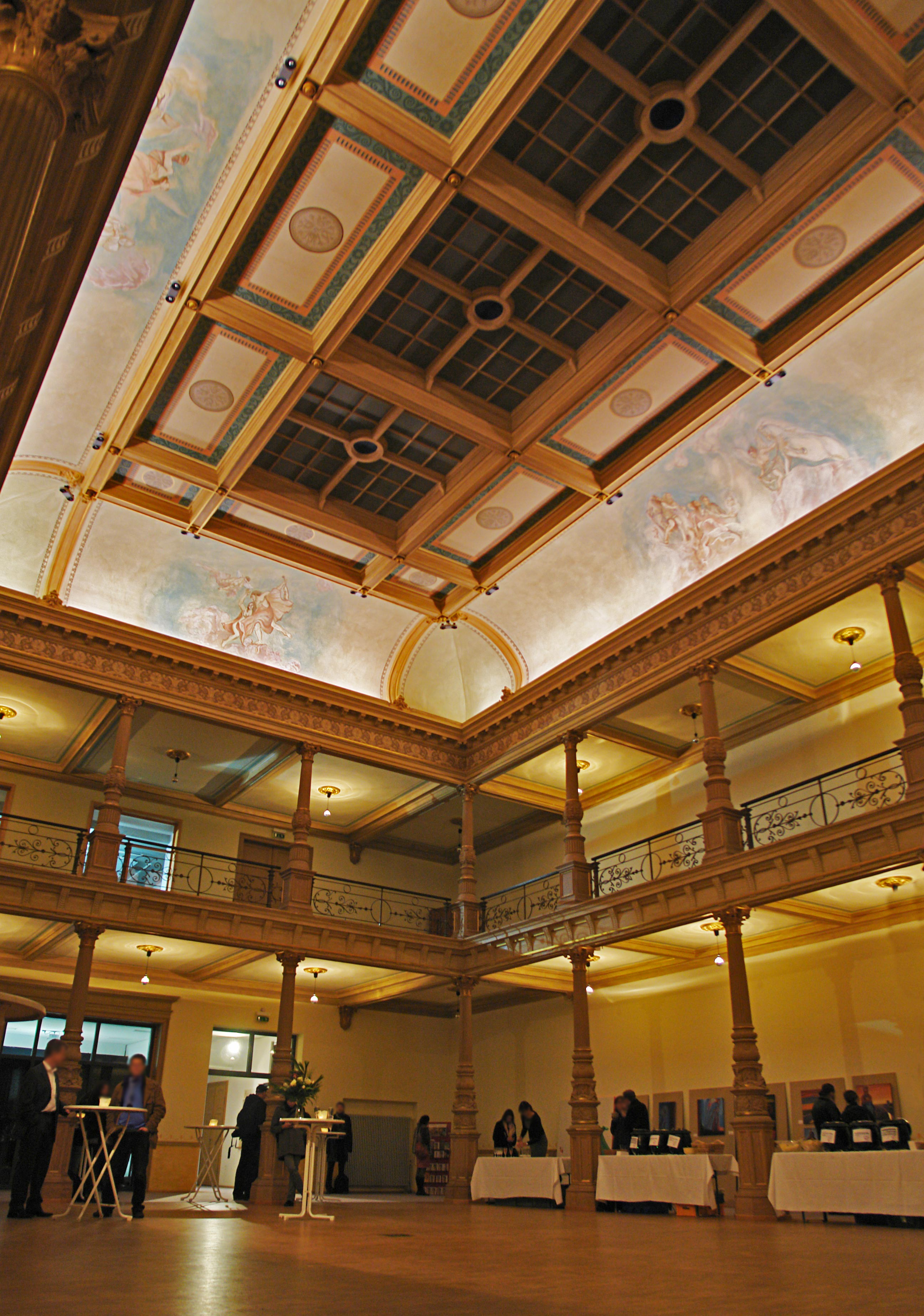

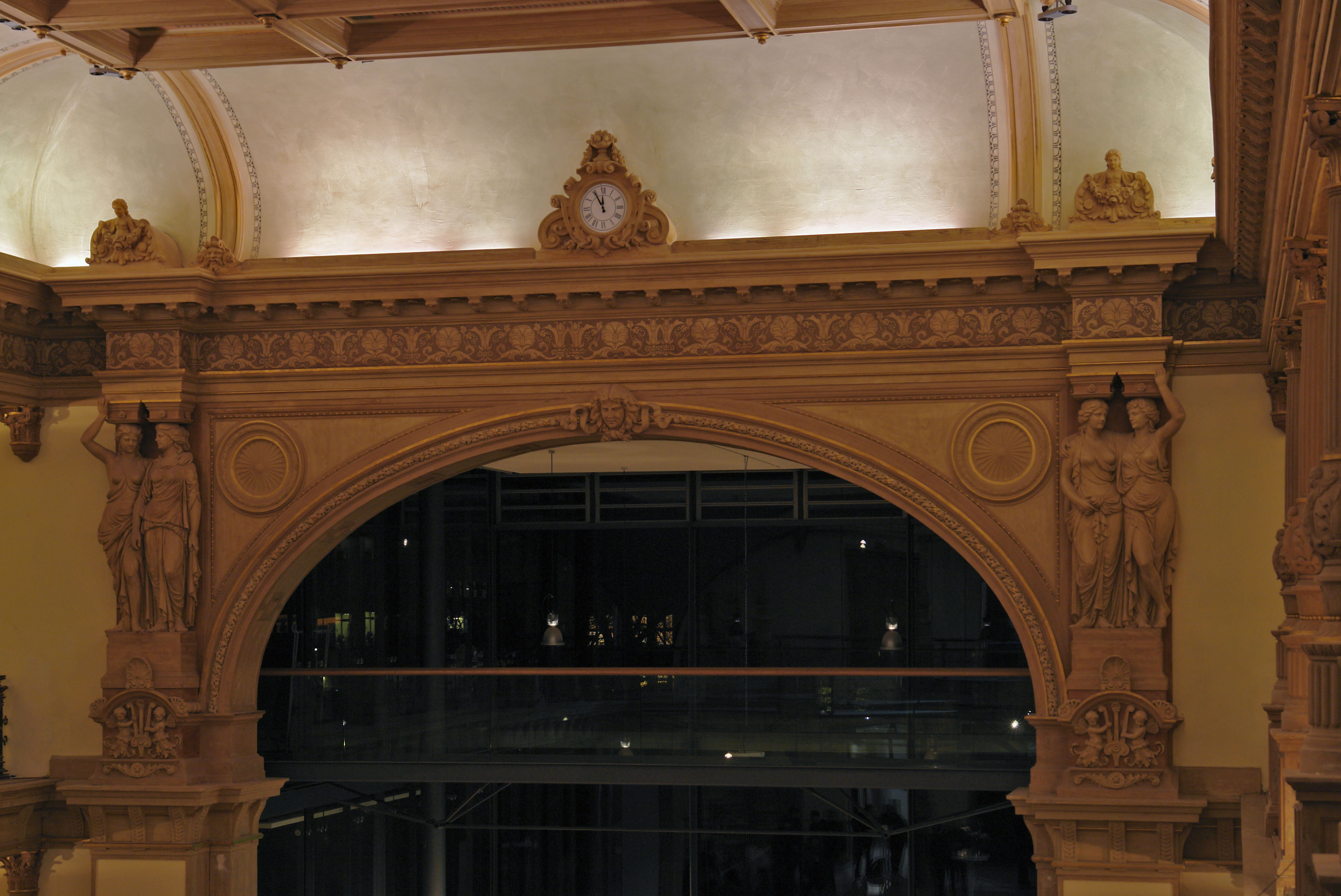

Das Orpheum Dresden ist ein Veranstaltungssaal und der älteste erhaltene Ballsaal im Dresdner Stadtteil Äußere Neustadt.

## Saal
Der alte Ballsaal befindet sich in einem vierstöckigen gründerzeitlichen Wohnhaus, in dem auch Gewerbeflächen vorhanden sind, an der Kamenzer Straße 19 in der Äußeren Neustadt. Von außen ist das Vorhandensein des fast 400 Quadratmeter großen Saals, in den man durch einen Durchgang gelangt, nicht erkennbar. Er verfügt über eine umlaufende Galerie, die über eine doppelläufige schmiedeeiserne Wendeltreppe zu erreichen ist. Der Innenraum ist denkmalpflegerisch sehr wertvoll. Sämtliche originale Einbauten bis auf das Bühnenhaus sind erhalten. Dazu zählen neben den Emporen und der Wendeltreppe auch das Oberlicht und die gusseisernen Stützen. Sichtbar sind außerdem die alte Stuckornamentik sowie verschiedene Wand- und Deckenmalereien.

## Geschichte
Als um 1873 das Mietshaus errichtet wurde, entstand darin auch der Ballsaal des Orpheums. Er war ein beliebtes Tanz- und Versammlungslokal. Durch den Rückgang der gesellschaftlichen Bedeutung von Bällen und das gleichzeitige Aufkommen von Kinos wie der Schauburg mitbedingt, erfolgte 1932 die Schließung wegen der Lärmbelästigung der Anwohner. Von 1936 bis 1996 erfuhr der Saal eine Zwischennutzung als Flügel- und Klavierbauwerkstatt der Gebrüder Thierbach („Piano-Thierbach“), was ihn letztendlich vor dem kompletten Verfall bewahrte. Nachdem die Firma in die benachbarte Böhmische Straße umgezogen war, wurde das Orpheum bis zu seinem 125-jährigen Bestehen im Jahre 1998 restauriert und wieder weitgehend in den alten, prächtigen Originalzustand versetzt. Die Westseite des Hauses wurde umgebaut, um bessere Lichtverhältnisse zu schaffen. Dafür musste die frühere Orchesterbühne weichen. An ihrer Stelle entstand eine Glasfassade über zwei Stockwerke und die gesamte Breite des Saales. Anschließend wurde der Saal zunächst als Architekturbüro genutzt. Zwischenzeitlich diente er als Ausstellungs- und Konzertsaal. Im Sommer 2010 befand sich für einen Zeitraum von mehreren Monaten Dresdens erster Coworking Space namens CoOrpheum in den Räumlichkeiten. Im Januar 2011 zog eine Werbeagentur in die Räumlichkeiten ein.